# Municipio de Tianguistenco
El municipio de Tianguistenco (del náhuatl: tianquistli, tentli, co ‘mercado, orilla, en’‘En la orilla del mercado’) (formalmente: Tianguistenco de Galeana) es uno de los 125 municipios del Estado de México. Se localiza en la región suroriente o del valle de Toluca, en las estribaciones de la sierra del Ajusco. Limita al norte, con los municipios de Metepec, Capulhuac y Ocoyoacac; al oriente con las alcaldías de la CDMX, La Magdalena Contreras y Tlalpan, y con el municipio de Xalatlaco; al sureste, con el municipio de Huitzilac del estado de Morelos y al sur con los municipios de Ocuilan y Joquicingo; por el occidente son limítrofes los municipios de Texcalyacac, Almoloya del Río, San Antonio la Isla, Calimaya, Chapultepec y Mexicaltzingo.
La extensión territorial, de acuerdo al Bando municipal de Policía y Buen Gobierno expedido en 1992, que abarca el municipio de Tianguistenco es aproximadamente 181,400 kilómetros. Está situada en las coordenadas geográficas a 19°10.8’ de latitud norte y 99°28.1’ de longitud al oeste del meridiano de Greenwich.

## Historia
Previo a la conquista española, fue un lugar importante para la actividad comercial debido a su ubicación y proximidad con las poblaciones del valle central. Durante la época del Imperio Azteca, en esta región se desarrollaron rutas que conectaban a los mexicas con las poblaciones noroccidentales, y por las que circulaban comerciantes y guerreros, propiciando un entorno adecuado para el intercambio de bienes provenientes de diversas locaciones. 
Al poseer terreno fértil para el desarrollo de la agricultura y fuentes de agua como la Laguna y el Río Lerma, sumado a la cercanía con las ciudades de Tenochtitlán y Xochimilco, es que surge el poblado de Tianguistenco.
Para el siglo XVI, con la llegada de los españoles, surgen nuevos poblados y se crean haciendas, como la Hacienda de la Purísima Concepción de Atenco fundada en 1921, siendo una de las primeras haciendas ganaderas de América. 
Esta región fue parte del Marquesado del Valle, creado en 1529 por la Real Cédula de Carlos V y otorgado a Hernán Cortés.

## Demografía

### Población
La población del municipio hasta el 2020 es de 84,259 de los cuales, 48.5% hombres, 51.5% mujeres.
Los rangos de edad que mayor concentración presentaron son 15 a 19 años (7,946 habitantes), 10 a 14 años (7,805 habitantes) y 5 a 9 años (7,724 habitantes).
La población de habla indígena es de 964 habitantes.

## Comunidades
- Cabecera municipal: Santiago Tianguistenco de Galeana.
- San Nicolás Coatepec de las Bateas.
- Ocotenco.
- Coamilpa de Juárez.
- Guadalupe Yancuictlalpán.
- La Magdalena de los Reyes:
- El Mirasol.
- San Bartolo del Progreso.
- San Lorenzo Huehuetitlán.
- San Pedro Tlaltizapán.
- Santiago Tilapa.
- San José Mezapa I sección
- San José Mezapa II sección
- Tlacuitlapa

Cabe resaltar que el tianguis, del cual proviene su nombre, se realizaba los días martes en la cabecera municipal y éete es uno de los de mayor relevancia dentro del Estado de México por su aportación económica al propio municipio y a los pueblos circunvecinos. Dentro del tianguis todavía se realiza el trueque, ya que se cambia leña por toda variedad de alimentos.

### Orografía
La configuración orográfica del territorio municipal presenta grandes variaciones; así en las partes altas del oriente, correspondientes a la sierra del Ajusco, la altura sobre el nivel del mar sobrepasa los 3600 m y en la planicie ribereña al río Lerma, sensiblemente horizontal, es ligeramente menor a 2600 m.
Dentro del territorio municipal hay varios volcanes: Los Cuates (2880 m), Santiago Tilapa (2,880 m), Las Ratas (3,230 m), Teconto (3,060 m), San Nicolás Coatepec (2,880 m), Boludo (3,220 m), Tuxtepec (2,820 m), Tres Cruces (3,600 m) y Olotepec (3,080 m). Las Ratas y Olotepec, son vértices de límites intermunicipales. Importante es el volcán de San Secundino (3,670 m).

### Hidrografía
Consecuencia de la abrupta configuración topográfica es la multitud de corrientes permanentes e intermitentes, tributarias principalmente del río Lerma que corren a través del territorio municipal en cuya cuenca hidrológica está enclavada la casi totalidad de Tianguistenco. Una pequeña porción al sureste se dirige a la cuenca hidrológica del río Balsas. La principal corriente fluvial es el mencionado río Lerma que cruza al municipio de sur a norte, una parte en su cauce natural y otra mediante un cauce rectificado.
Hasta 1945 las mediciones recabadas en la estación hidrométrica de Atenco reportaron caudales medios de 2.64 m3/s. Con las obras de captación de agua potable que se construyeron de 1942 a 1950, para abastecer a la Ciudad de México, dicho caudal descendió a un promedio de 1.50 m3/s., y a partir del siguiente año, 1951, disminuyó drásticamente hasta desaparecer en su totalidad. Cabe citar que en 1944 se registró un caudal máximo de 3.16 m3/s. Otra corriente importante es el río de Jalatlaco que atraviesa el municipio de oriente a poniente y sirve en un tramo como lindero con el vecino municipio de Capulhuac.
Según decreto publicado en el Diario Oficial de la Federación del 25 de noviembre de 1937, el presidente Lázaro Cárdenas del Río declaró esta corriente propiedad federal, así como los manantiales que lo alimentan. En la sierra del Ajusco se localizan los arroyos de Huayatlaco, Los Ailes, Cacalpa y Tlaxipehualapan, así como un pequeño depósito natural de agua conocido como “La Lagunilla”. La gran permeabilidad de las formaciones rocosas, origina que en las partes bajas aparezcan buen número de ojos de agua y manantiales, entre ellos, el denominado “Catalina de Zárate”, situado frente al atrio del templo de Santiago Tilapa, fuente de abastecimiento para Tilapa y Tianguistenco. La potencialidad de las reservas acuíferas ha sido aprovechada, principalmente para abastecer de agua a la Ciudad de México, mediante una serie de pozos profundos. En jurisdicción de Tianguistenco, el Gobierno de la Ciudad de México tiene en funcionamiento varios pozos de agua potable que abastecen a la zona metropolitana de la ciudad capital. Asimismo, mediante pozos operados directamente por el ayuntamiento municipal, se abastece a la mayor parte de las comunidades y a la zona industrial.

### Presidentes Municipales

#### De 1940 a 2000
- Roman Gómez. 1905-1910
- José Palacios. 1940-1941
- Tomás Castillo Bolaños. 1942-1943
- Lázaro Rodríguez González. 1944-1945
- Abel Álvaro Sánchez. 1946-1948
- Simón Ruiz Carrillo. 1949-1951
- Luis Rodríguez González. 1952-1954
- Luis Castro Ordóñez. 1955-1957
- Antonio Torres Quiñones. 1958-1960
- Eduardo Rodríguez Castañeda. 1961-1963
- Andrés Álvaro García. 1964-1966
- José Luis Pérez Nava. 1967-1969
- Félix Díaz González. 1970-1972
- Luis Antonio González Damián. 1973-1975
- Ángel Díaz González. 1976-1978
- Eduardo Góngora Millán. 1979-1981
- Sergio Moreno Romero. 1982-1984
- Epigmenio Reza Soriano. 1985-1987
- Luis Alfonso Arana Castro. 1988-1990
- Rufino Álvaro López. 1991-1993
- Roberto González Rosales. 1994-1996
- Vicente Peña Morales. 1997-2000

#### De 2000 a 2021
- Alejandro Olivares Monterrubio 2000-2003
- Marco Jesús Acosta Menéndez 2003-2006
- Alfredo Rodríguez Castro 2006-2009
- Luis Alfonso Arana Castro 2009-2012
- Jesús Arratía González 2013-2015
- Fernando Álvaro Gómez 2016-2017
- Antonio Barrera Alcántara 2017-2018
- Alfredo Baltazar Villaseñor 2019-2021

## Días festivos
- 25 de julio - festividad del Señor Santiago Apóstol, con Misa Pontifical y quema de fuegos pirotécnicos.
- 25 de diciembre- Fiesta y paseo de carro alegóricos que significa el inicio de la Novena dedicada a la Virgen del Buen Suceso.
- 31 de diciembre y 1 de enero año nuevo y Festividad de la Virgen del Buen Suceso con misa pontifical y quema de fuegos pirotécnicos, entre otras actividades, siendo esta la fiesta más importante.

## Flora
Las regiones montañosas muestran bosques de encino, pino, oyamel, fresno, y madroño.

## Fauna
Entre las más representativas están coyotes, zorrillos, tejones, tlacuaches, conejos, ardillas, víboras de cascabel, tuzas y ratas; codornices, aguilillas, cuervos, gorriones y gavilanes; en temporada, patos, gallaretas y garzas; de los pocos ejemplares que subsisten, están acociles, ranas, sapos y ajolotes.

## Personajes destacados
- Carlos Hank González (1927-2001), gobernador del estado de México.
- Salvador Sánchez (1959-1982), campeón mundial de boxeo en 1980.
- Ricardo González Gómez (1976) Biólogo y naturalista (UAM-I). Conservación Ambiental y Certificación Sustentable.